# 阿普爾蓋特 (加利福尼亞州)
阿普爾蓋特（英語：Applegate）是位於美國加利福尼亞州普萊瑟縣的一個非建制地區。該地的面積和人口皆未知。

## 地理
阿普爾蓋特的座標為39°00′03″N 120°59′33″W / 39.00083°N 120.99250°W，而該地的平均海拔高度為611米（即2005英尺）。